# مالكوم فرازير (سياسي)
مالكوم فرازير (بالإنجليزية: John Malcolm Fraser)‏ هو سياسي أسترالي، ولد في 21 مايو 1930 في أستراليا، وتوفي في 20 مارس 2015 في ملبورن في أستراليا. حزبياً، نشط في الحزب الليبرالي الأسترالي (1954 – 2009).
نشأ جون مالكولم في مزارع الأغنام التابعة لوالده، وبعد دراسته في الكلية المجدلية في أكسفورد، عاد إلى أستراليا لرعاية ممتلكات العائلة في المنطقة الغربية من فيكتوريا. بعد هزيمة فرايزر الأولية في عام 1954، اُنتخِب لعضوية مجلس النواب عن مقاطعة وانون في الانتخابات الفيدرالية لعام 1955. كان يبلغ من العمر 25 عامًا في ذلك الوقت، ما جعله واحد من أصغر الأشخاص المُنتخبين لعضوية البرلمان على الإطلاق. عندما أصبح هارولد هولت رئيسًا للوزراء في عام 1966، عُين فريزر وزيرًا للجيش. بعد اختفاء هولت واستبداله بجون غورتون، أصبح فريزر وزيرًا للتربية والعلوم (1968-1969) ثم وزيرًا للدفاع (1969-1971). في عام 1971، استقال فريزر من مجلس الوزراء ووصف غورتون بأنه غير لائق لشغل منصب مهم كرئيس الوزراء، ما عجل من استبدال غورتون بويليام مكماهون. عاد فرايزر لاحقًا لاستلام محفظة التربية والعلوم القديمة.
بعد هزيمة التحالف في انتخابات عام 1972، رشح فرايزر نفسه لقيادة الحزب الليبرالي، ولكنه خسر أمام بيلي سنيدن. عندما خسر الحزب انتخابات عام 1974، بدأ فرايزر بالتحرك ضد سنيدن، ثم قاد حركة مضادة ناجحة في مارس 1975. استخدم فرايزر-بصفه قائد المعارضة- سيطرة التحالف على مجلس الشيوخ لوقف إمداد حكومة ويتلام، ما أدى إلى حدوث أزمة دستورية. وبلغ هذا ذروته مع إقالة جوف ويتلام من منصب رئاسة الوزراء من قبل الحاكم العام جون كير، ما يعتبر من الحوادث الفريدة في التاريخ الأسترالي. نُوقشَت صحة تصرفات فرايزر في الأزمة، ومشاركته في قرار كير على نطاق واسع بعد ذلك. يبقى فرايزر رئيس الوزراء الأسترالي الوحيد الذي تولى المنصب بعد إقالة سلفه.
بعد إقالة ويتلام، أدى فريزر اليمين كرئيس للوزراء بشكل انتقالي. حقق التحالف نصرًا ساحقًا في انتخابات عام 1975، وأعيد انتخاب فرايزر في 1977، و1980. اهتم فريزر بالشؤون الخارجية، وكان أكثر نشاطا في المجال الدولي من العديد من أسلافه. كان مؤيدًا قويًا للتعددية الثقافية، سمحت أستراليا خلال فترة توليه المنصب لأعداد كبيرة من المهاجرين غير البيض (بما فيهم الفيتامينين المهاجرين عن طريق القوارب، المعروفون بسكان القوارب) بدخول أراضيها لأول مرة. أنشأت حكومته أيضًا وكالة البث الخاصة (سي بي سي). دخل فرايزر في صراع مع الفصيل العقلاني الاقتصادي لحزبه، ذلك خلال الفترة الأخيرة من ولايته على وجه الخصوص. حققت حكومته بعض التغييرات الأساسية في مجالي السياسة والاقتصاد.
خسر فريزر والتحالف السلطة في انتخابات عام 1983، وترك العمل السياسي بعد ذلك بوقت قصير. شغل فرايزر بعد تقاعده مناصب استشارية مع الأمم المتحدة وكومنولث الأمم، واستلم رئاسة وكالة الإغاثة الدولية كير من عام 1990 حتى 1995. استقال من الحزب الليبرالي في عام 2009، إثر انتقاداته لتوجهه السياسي في السنوات الأخيرة. تباينت تقييمات فترة حكم فرايزر كرئيس المزراء ، ينسب البعض إليه الفضل بإعادة الاستقرار السياسي للبلاد، بعد سلسلة من الرؤساء الذين حكموا لفترة وجيزة، بينما يرى آخرون أن حكومته أضاعت فرصة الإصلاح الاقتصادي. حكم ثلاثة رؤساء وزراء أستراليون لفترة زمنية أطول من فرايزر، وهم: روبرت مينزيس، وجون هوارد، وبوب هوك.

## مناصب
- انتخب عضو مجلس الشورى البريطاني.
- انتخب وزير التعليم [الإنجليزية]‏ (20 أغسطس 1971 – 5 ديسمبر 1972).
- انتخب وزير الدفاع [الإنجليزية]‏ (12 نوفمبر 1969 – 8 مارس 1971).
- في 1955 Australian federal election [الإنجليزية]‏، انتخب عضو مجلس النواب الأسترالي عن دائرة Division of Wannon [الإنجليزية]‏ (10 ديسمبر 1955 – 31 مارس 1983).
- انتخب رئيس وزراء أستراليا (11 نوفمبر 1975 – 11 مارس 1983).

## روابط خارجية
- مالكولم فريزر على موقع الموسوعة البريطانية (الإنجليزية)
- مالكولم فريزر على موقع مونزينجر (الألمانية)
- مالكولم فريزر على موقع إن إن دي بي (الإنجليزية)
- مالكولم فريزر على موقع ديسكوغز (الإنجليزية)